# Lapa de Gargantáns
La Lapa de Gargantáns es un menhir datado en el neolítico, situado en la parroquia de Gargantáns, en el municipio español de Moraña, provincia de Pontevedra. Fue descubierto en 1958 y debido a sus características, únicas en Galicia, fue adoptado como icono predominante del escudo de Moraña.

## Características
Tiene 1'92 metros de altura y 50 centímetros de diámetro, su forma es cónica y su base, cuadrada, se encuentra cortada, por lo que es probable que su altura original fuese mayor. En su superficie hay grabados una veintena de cazoletas, junto a varias marcas en forma de ángulo y dos líneas serpenteantes.
La palabra “lapa”, en gallego, entre otras acepciones designa a una piedra que señala un enterramiento, sin embargo su función exacta se desconoce, y algunos arqueólogos lo relacionan con signos funerarios, religiosos o conmemorativos, o antiguas lindes territoriales entre tribus.
Entre este menhir y la iglesia románica de San Martiño de Gargantáns se encuentran los restos de un asentamiento castreño conocido como castro de Paraños, actualmente muy desconfigurado, siendo hoy una zona de plantación de especies arbóreas de rápido crecimiento.